# Microregione di Dianópolis
Dianópolis è una microregione dello Stato del Tocantins in Brasile appartenente alla mesoregione Oriental do Tocantins.

## Comuni
Comprende 20 comuni:
- Almas
- Arraias
- Aurora do Tocantins
- Chapada da Natividade
- Combinado
- Conceição do Tocantins
- Dianópolis
- Lavandeira
- Natividade
- Novo Alegre
- Novo Jardim
- Paranã
- Pindorama do Tocantins
- Ponte Alta do Bom Jesus
- Porto Alegre do Tocantins
- Rio da Conceição
- Santa Rosa do Tocantins
- São Valério da Natividade
- Taguatinga
- Taipas do Tocantins